# Sideroxylon foetidissimum
Sideroxylon foetidissimum, o màstic fals és una espècie de planta amb flors dins la família Sapotaceae. És originari de Florida,el Carib, i Amèrica central.

## Descripció
És un gran arbre de fins a 25 m. És de creixement ràpid i tendeix a florir tot l'any. Les flors fan olor de formatge. El fruit té una polpa gomosa i és comestible però més aviat és aliment dels ocells.